# خوکچه دریایی
خوکچه دریایی (نام علمی: Scotoplanes) نام یک سرده از رده خیار دریایی است.